# Adelophryne pachydactyla
Adelophryne pachydactyla är en groddjursart som beskrevs av Hoogmoed, Borges och Paulo Cascon 1994. Adelophryne pachydactyla ingår i släktet Adelophryne och familjen Eleutherodactylidae. IUCN kategoriserar arten globalt som otillräckligt studerad. Inga underarter finns listade i Catalogue of Life.

## Bildgalleri